# 라스트 지고로
라스트 지고로(Echoes Of Paradise)는 오스트레일리아에서 제작된 필립 노이스 감독의 1987년 드라마 영화이다. 웬디 휴즈 등이 주연으로 출연하였고 제인 스콧 등이 제작에 참여하였다.

## 출연

### 주연
- 웬디 휴즈
- 존 론

### 조연
- 잔 보험
- 사브리나 부도
- 루스 카로
- 마저리 차일드
- 레이 하딩
- 스티브 제이콥스
- 질리언 존스
- 클로디아 카번
- 딥스 마더
- 로드 멀리너
- 레베카 스마트
- 린다 스토너
- 매튜 테일러
- 페타

## 제작진
- 미술: 주디스 러셀
- 의상: 클라리사 패터슨

## 같이 보기
- 오스트레일리아 영화